# Berdeniella vimmeri
Berdeniella vimmeri är en tvåvingeart som beskrevs av Jezek 1995. Berdeniella vimmeri ingår i släktet Berdeniella och familjen fjärilsmyggor.
Artens utbredningsområde är Tjeckien. Inga underarter finns listade i Catalogue of Life.